# Látecska Ede Endre
Látecska András Béla (Sólymos Ede Endre; Nyitra, 1891. december 3. – 1956. szeptember 14.) bencés tanár, plébános.

## Élete
Látecska Márton és Sidlik Katalin fia. Szmida Kálmán keresztelte. 1912-ben a Belügyminisztérium 166627. sz. rendeletével nevét Sólymosra változtatta. 1941-ben nevét a privigyei járási hivatal 1599. sz. határozatával Latečkara változtatta. Testvére volt János (1875-1953), István (1877), Márton (1879), Maximilianus Emil (1882), Pál (1884), Mária Ágnes (1887) és Rudolf (1889).
1904-től a Nyitrai Piarista Gimnázium növendéke, ahol a Mária-kongregáció prefektusa volt. Osztálytársa volt Romhányi Árpád és Fraňo Tiso is. 1912-ben érettségizett, majd Pannonhalmán (Győrszentmárton) tanult. 1917-ben pappá szentelték fel, s a komáromi gimnáziumba helyezték, ahol a hittan, a magyar-, szlovák-, latin- és görög nyelv tanára lett, illetve szépírást is oktatott. A Mária-kongregáció praesese, a római katolikus Énekkar és a Dalegyesület tagja, a filológiai szertár és a régiségtár őre volt. Állítólag 1919-1925 között Deáki plébánosa, majd 1925-1926-ban Mocsonokon, 1926-ban Hőlakon káplán és adminisztrátor és Bánon káplán, 1926-1934 között Szelec adminisztrátora. Ezt követően 1934-ben Szereden volt káplán, majd 1934-1937 között Sempte plébánosa, 1937-1938-ban Szentmihályúr adminisztrátora, 1938-1940 között Vajk plébániáján szolgált, majd Szlovákiába ment, ahol 1940-1952 között Kisegyházas és 1953-tól haláláig Bossány adminisztrátora volt.
Kiváló egyházi szónoknak tartották. A Jókai Egyesület tagja volt. Bossányban nyugszik, Nécsey Ede temette.